# Favela

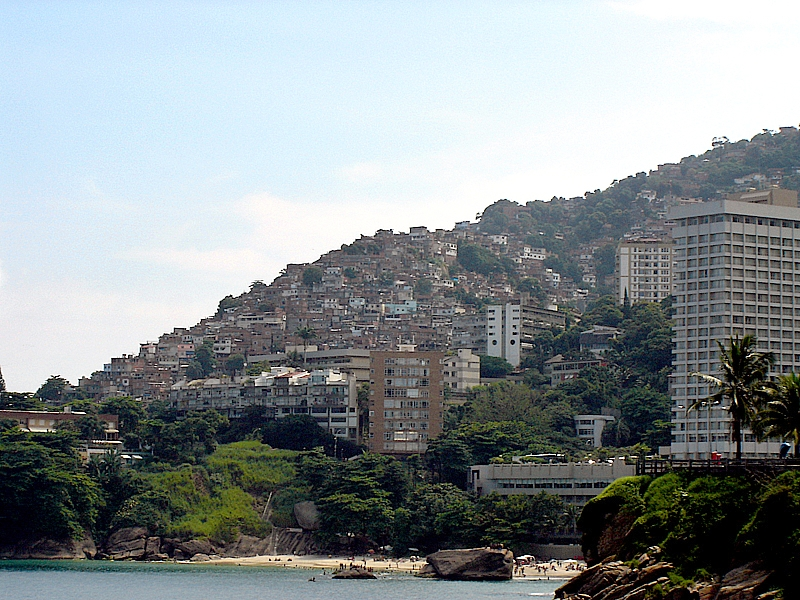
Vidigal, een favela in Rio de Janeiro

Een favela (Portugese IPA: [faˈvɛlɐ]) is een dichtbebouwd stedelijk gebied in Brazilië waar de gemiddelde levensstandaard laag is. Vaak wordt de term gebruikt om een typische krottenwijk met clandestien gebouwde huizen te beschrijven.
Hoewel de meeste van steen zijn opgetrokken, zijn er ook woningen van bijeengesprokkeld hout, plaatwerk en andere materialen. Brazilië kent een wet die bepaalt dat zodra een bouwsel een dak heeft het een huis is en huizen mogen niet verwijderd worden. Grote favela's zijn te vinden in de miljoenensteden, zoals Rio de Janeiro en São Paulo. Veel beroemde voetballers zijn er opgegroeid, waaronder Adriano, Romário, Pelé en Ronaldo.
De meest bekende favela's zijn die van Rio de Janeiro. Vaak wordt Rocinha aangemerkt als de grootste favela van Zuid-Amerika. Het zogenaamde Complexo de Maré dat 16 favela's telt wordt gezien als het grootste complex van favela's in Rio de Janeiro. Het ligt langs de Linha Vermelha-snelweg die de luchthaven met de stad verbindt.

## Geschiedenis
De naam favela komt van een plant. Deze plant groeit op heuvels in een groot deel van Brazilië. Onder druk van de Engelsen schafte Brazilië in 1888 de slavernij af. De tot slaaf gemaakten werden van de ene dag op de andere vrijgelaten, velen trokken weg van de plantages naar de steden. Daar was echter geen werk en geen woning. De zwarten vestigden zich noodgedwongen illegaal op de heuvels rond de steden. Ook andere daklozen gingen zich er vestigen, bijvoorbeeld afgedankte soldaten na de Oorlog van Canudos in 1895-1896. Van hen zou de term 'favela' afkomstig zijn, naar de heuvel 'Morro da Favela', waar veel favela-planten groeiden en waar ze gevochten hadden. In de loop van de 20e eeuw groeiden de favela's sterk door migratie van het platteland naar de stad.
In de 1940 kwam de problematiek van de favela's op de politieke agenda te staan en dat leidde tot interventies van de overheid. Er werden nieuwe wijken gebouwd die favela's dienden te vervangen, gecombineerd met praktijken om de armen te heropvoeden, om de last die ze voor de elites veroorzaakten op te lossen. Nochtans hadden deze ingrepen ook tot gevolg dat de 'favelados' zich langzaam ook politiek gingen organiseren en – hoewel analfabeten geen stemrecht hadden – als een politieke factor aan belang wonnen. In reactie hierop, en met als doel sociale onrust te vermijden, werd in de jaren 1940 en 1950 door overheid en Katholieke Kerk vormgegeven aan een reeks initiatieven. Het ging om zowel materiële als sociale verbeteringen in een substantieel deel van de favela's. De verhoopte controle bleef echter ontoereikend en aan het eind van de jaren 1950 hadden de 'favelados' een eigen autonome organisatie die zonder tussenkomst van de kerk politieke actie voerde.
In de jaren 1960 zou de overheid de kerk als partner laten vallen en via onderhandelingen trachten opnieuw meer politieke controle te verwerven. De favela's werden gestimuleerd 'Associações de moradores' – een politieke spreekbuis voor de bewoners – op te richten indien deze er nog niet waren, maar deze Associações werden wel verplicht een aantal compromissen met de overheid te sluiten. In de praktijk voerde de overheid een dubbele politiek van urbanisatie van de favela's en van het verhuizen naar nieuw geconstrueerde wijken – waartegen de bewoners zich veelal sterk verzetten. Een voorbeeld van zulk een wijk in nieuwbouw was Cidade de Deus, waarover de gelijknamige film 'Cidade de Deus' werd gemaakt. Ondanks deze behoudsgezinde strategieën van de overheid, kregen de armsten een stem en werd de mogelijkheid gecreëerd tot de politieke emancipatie van de favelados.
De militaire dictatuur tussen 1964 en 1982 betekende echter een terugkeer naar de visie en de politiek van de verhuizingen die in de jaren 1940 ingang hadden gevonden. Via moorden en folteringen van vele lokale leiders werd de ondertussen gegroeide politieke weerstand gewelddadig de kop ingedrukt. In de periode van 1968-1975 werden er 100.000 mensen verhuisd en een zestigtal favela's vernietigd. Behalve een verregaande politieke achteruitgang was het resultaat van de hele operatie eigenlijk niet erg groot. Dit had te maken met het feit dat velen na de verhuizing wegtrokken naar andere favela's en dat er tijdens deze periode bovendien een grote bevolkingsgroei en plattelandsvlucht was.
Met de democratisering van Brazilië is het discours over de favela's grondig veranderd naar een benadering die vertrekt vanuit fundamentele mensenrechten en zijn er doorheen de jaren met Brizola – gouverneur van de staat Rio – in de jaren tachtig en het project Favela-bairro in de jaren negentig belangrijke verbeteringen in de levensomstandigheden bewerkstelligd. Hierdoor is de vertaling van favela door krottenwijk misleidend voor de huidige realiteit in de meeste favela's, waar gedurende de laatste dertig jaar veel krotten plaats maakten voor stenen constructies en waar elektriciteit, telefoon, water en rioleringen eerder regel werden dan uitzondering. Dit betekent echter niet dat alle krotten zouden zijn verdwenen. Binnen deze ontwikkelingen is er ook een meer politiek correcte benaming gekomen voor de favela's om komaf te maken met de negatieve connotaties: communidade of gemeenschap.
De problematiek binnen de favela's is na de democratisering echter in complexiteit toegenomen door de inpalming ervan door gewelddadige drugsbendes en malafide praktijken. Bovendien heeft het repressieve regime een zware hypotheek gelegd op het politiseren van de onderdrukte klassen. De bewonersverenigingen hadden immers hun politieke kracht verloren en werden eerder beschouwd als een verlengstuk van de openbare macht. De dictatuur had tevens oorsprong gegeven aan een politiek van cliëntelisme, waarbij de strijd om fundamentele rechten ten slotte werd vervangen door een pragmatische georiënteerde strijd om het bekomen van kleine gunsten in ruil voor stemmen. Door het geweld – inclusief de moorden – dat de machtige drugsbendes tegen de lokale politieke organisaties gebruiken, werd er ook continuïteit gegeven aan het repressieve regime van voorheen. Aan het cliëntelisme werd door de drugsbendes een nieuwe vorm gegeven door de bewoners diensten te verlenen in ruil voor bescherming en zwijgen tegenover de juridische autoriteiten. Eerder dan het deficit van sociale rechten is de schending van politieke en burgerrechten het belangrijkste obstakel voor een integratie van de bewoners van de favela's in de stad.

## Kenmerken
Hoewel vroeger het grootste deel van de favela arm was en van niet meer dan 30 euro per maand rondkwam, zijn sommige favela's na de pacificatie een stuk populairder geworden om te wonen voor de middenklasse en zelfs buitenlanders. Ondanks dat de prijzen van gebouwen de afgelopen jaren hard gestegen zijn, zijn de kosten nog steeds vele malen lager dan in het zuidelijke gedeelte van de stad of in het centrum. 
Veel bewoners van favela's zijn nog steeds ongeschoold en werken in laagbetaalde banen of als straatverkopers, camelôs genaamd. 
Veel favela's waren onder controle van criminele organisaties zoals de ADA (Amigos dos Amigos), CV (Comando Vermelho) en TC (Terceiro Comando). Deze bendes waren vaak zwaarbewapend en houden zich bezig met drugshandel, overvallen en kidnappings. De bendes controleerden wie wel en wie niet de favela mocht betreden. Met het oog op de olympische spelen en het WK voetbal heeft de overheid een grootscheepse actie opgezet om alle favela's te 'pacificeren', oftewel drugs en bendevrij te maken. Aan de oppervlakte lukt dit aardig, maar de bendes vinden vaak andere, minder zichtbare manieren om hun handel voort te zetten en bepalen nog voor een deel de regels in 'hun' favela. Veel van deze bendes hebben hun eigen erecode, zo is het bijvoorbeeld verboden om mensen (bewoners) binnen het gebied dat onder controle van een bende valt te beroven. Ook wordt het vaak niet geduld dat er delicten gepleegd worden in de buurt van de toegangswegen van de favela's omdat dat de klanten van de drugshandel kan afschrikken. De straffen die op het overtreden van de code staan zijn over het algemeen marteling en de doodstraf.
De bewoners van de favela's lijden onder het bewind van de bendes die vaak enorm gewelddadig zijn. Ook zijn de verschillende bendes in oorlog met elkaar en proberen zij de drugshandel van favela's die onder het commando van andere bendes staan over te nemen. Tegelijkertijd zeggen veel favela-inwoners zich veiliger te voelen in hun favela dan daarbuiten. Als ze slachtoffer worden van een crimineel delict richten ze zich liever tot de favela-maffiabaas dan tot de politie, omdat ze de politie al helemaal niet vertrouwen. Deze tegenstelling is er nog steeds, ook met de nieuwe en zogenaamde niet corrupte politie-eenheid UPP (Unidad Policia Pacificadora)
Elektriciteit wordt in de favela's verkregen door het illegaal aftappen van leidingen uit de buurt. De kosten die dit voor de regering met zich meebrengen, worden gedragen door belasting. Zo ook voor het aftappen van kabeltelevisie. Zo beschikken bewoners uit de Rocinha bijvoorbeeld wel gratis over alle televisiekanalen, maar hebben geen stromend water of veilige gasleidingen.

## Cidade de Deus
In 2002 is de film Cidade de Deus gemaakt over een beruchte wijk in Rio de Janeiro die in de jaren zestig door de regering werd gebouwd om de groei van favela's tegen te gaan. Deze film is gebaseerd op een boek van Paulo Lins waarin hij over zijn jeugdjaren in de favela vertelt. Het maakte zo'n indruk op cineast Fernando Meirelles dat deze er een film van maakte. Cidade de Deus werd groot in Brazilië en daarbuiten. De film geeft een realistisch beeld van de greep die drugskartels hebben op het leven in veel favela's. Hij geeft bovendien inzicht in de verschillende beweegredenen die mensen ertoe brengen deel uit te gaan maken van de drugswereld.